# Lambert Island, Ontario
Lambert Island är en ö i Kanada.   Den ligger i provinsen Ontario, i den sydöstra delen av landet, 1 100 km väster om huvudstaden Ottawa.